# EIA-485
EIA-485 (wcześniej RS-485 lub RS485) – standard telekomunikacyjny opisujący sposób połączenia urządzeń typu sterownik oraz odbiornik w systemach transmisji szeregowej.

## Standard transmisji szeregowej: RS485
Standard RS485 (podobnie jak standard RS-422) składa się z różnicowego (symetrycznego) nadajnika, dwuprzewodowego toru transmisyjnego i różnicowego odbiornika. Dla standardu RS485 tak jak i dla RS-422 nie ma konieczności prowadzenia przewodu powrotnego. Standard RS485 umożliwia podłączenie wielu nadajników i odbiorników (maksymalnie do 32). Ograniczenie wynika z ograniczeń energetycznych nadajnika. Najczęściej stosowaną topologią dla takich standardów jest topologia magistrali. Zasięg tego standardu to około 1200m. Prędkości transmisji jakie można uzyskać to 35Mbit/s (do 10m), i 100Kbit/s (do 1200m). RS485 jest najczęściej stosowanym interfejsem przewodowym w sieciach przemysłowych – z jednego prostego powodu, przesył różnicowy zapobiega wpływowi zakłóceń zewnętrznych (np. sprzętu indukcyjnego jak silniki) na transmisję danych. Na bazie tego interfejsu opracowano wiele protokołów komunikacyjnych.
W celu zapewnienia kompatybilności pomiędzy produktami dostarczanymi przez różnych producentów, oraz w celu osiągnięcia poprawnej transmisji danych na określonym odcinku lub/przy danej szybkości transferu zostały utworzone normy. Stowarzyszenie Przemysłu Elektronicznego (EIA – Electronics Industry Association) stworzyło normy dla RS485, RS-422, RS-232 oraz RS423, które są związane z przesyłaniem danych. Często tworzone są propozycje jak poradzić sobie z problemami pojawiającymi się w typowej sieci. Normy EIA oznaczone były prefiksem „RS” (recomended standard) w celu wskazania zalecanego standardu; Obecnie normy te są ogólnie oznaczane jako „EIA” w celu zidentyfikowania organizacji wydającej daną normę. Podczas gdy normy wprowadzają ujednolicenie przy komunikacji, pozostaje wiele obszarów tzw. „szarych stref”, które odkrywamy (przeważnie podczas instalacji) na własną rękę.
RS485 obsługuje 32 nadajniki i 32 odbiorniki (mówimy tu o dwukierunkowej half-duplex wielogałęziowej komunikacji poprzez pojedynczą lub podwójną skrętkę (kabel sygnałowy twisted-pair). Sieć RS-485 może być połączona za pomocą 2 lub 4 przewodów.  Maksymalna długość przewodu może wynosić 1200 metrów. Wynika to z systemu transmisji danych opartego na napięciu różnicowym.
W typowym zastosowaniu RS485 pojedynczy komputer klasy PC podłączony jest do kilku adresowalnych urządzeń, współdzielących ten sam kabel. Można myśleć o RS485 jak o systemie komunikacji opartym na „linii przesyłowej” (adresowanie jest obsługiwane przez jednostkę zdalną). RS-232 może być przekonwertowany na RS485 za pomocą prostego konwertera interfejsu – może posiadać izolację optyczną i układ ochrony przed przepięciami. Elektroniczne przesyłanie danych pomiędzy elementami może być podzielone na dwie kategorie: niesymetryczne i różnicowe.
RS423 jest kolejnym niesymetrycznym układem posiadającym pewne przewagi nad RS-232; jednak nie jest szeroko stosowany w przemyśle.
W rzeczywistym środowisku podczas komunikacji z dużą prędkością, lub komunikacji na duże odległości, metoda niesymetryczna jest często nieodpowiednia. Różnicowe przesyłanie danych (zrównoważony sygnał różnicowy) oferuje znaczną przewagę wydajności w większości aplikacji. Sygnały różnicowe mogą pomagać w niwelowaniu efektów przesunięcia zera oraz indukowanych sygnałów zakłóceń, które mogą się pojawić w postaci wspólnego napięcia w sieci.
RS-422 (różnicowy) został zbudowany do przesyłania danych na większe odległości przy większych prędkościach przesyłowych (baud rate Kb/s) niż RS-232. W najprostszej postaci, para konwerterów z RS-232 na RS-422 (oraz powrotnie z RS-422 na RS-232), może być wykorzystana do stworzenia „linii rozszerzenia RS232”. Przesłanie danych z prędkością do 100 Kb/s na odległość do 1200m. Może być dostosowany do RS-422. RS-422 jest również przystosowany do pracy z aplikacjami wielodostępnymi („linie przesyłowe” party-line) gdzie podłączony jest tylko jeden sterownik, a nadawanie odbywa się przez „szynę”, która umożliwia podłączenie do 10 odbiorników. Podczas gdy typ aplikacji wielodostępowej posiada wiele pożądanych przewag, urządzenia RS-422 nie mogą być użyte do stworzenia prawdziwej „linii przesyłowej”.
Prawdziwa linia przesyłowa składa się z wielu nadajników oraz odbiorników podłączonych do pojedynczej szyny, gdzie każdy węzeł może zarówno przesyłać, jak i odbierać dane.
„Pseudo” linie przesyłowe (4-przewody) są często konstruowane za pomocą urządzeń RS-422. Sieci te często pracują w trybie komunikacji jednokierunkowej „half-duplex”, gdzie pojedyncze urządzenie nadrzędne/sterujące (master) wysyła polecenia do jednego z wielu urządzeń podrzędnych (slave) pracujących w sieci. Typowo jedno urządzenie (węzeł) jest adresowane przez komputer główny (host) i odpowiedź zostaje otrzymana od tego urządzenia. Systemy tego typu (4-przewody, half-duplex) są często stosowane w celu uniknięcia problemu „kolizji danych” (szyna natłoku danych) w sieciach linii przesyłowych (więcej o rozwiązaniu tego problemu w sieciach dwu przewodowych za chwilę).
RS485 spełnia wymagania pełnej sieci wielodostępowej, a standard ten obsługuje do 32 nadajników i odbiorników na pojedynczej (2-przewodowej) szynie. Wraz z wprowadzeniem „automatycznych” repetytorów oraz wysoko impedancyjnych nadajników / odbiorników „ograniczenie” to może być zwiększone do setek (a nawet tysięcy) węzłów w sieci. RS485 zwiększa zakres „trybu wspólnego/powszechnego” (common mode) zarówno dla nadajników, jak i odbiorników w trybie „trójstanowym” z możliwością wyłączenia napięcia.
Nadajniki RS485 umożliwiają również przeciwstawianie się problemowi „kolizji danych” (szyna natłoku danych) oraz błędnego działania szyny.
W celu rozwiązania problemu „kolizji danych”, często pojawiającego na magistralach wielodostępnych (konwertery, repetytory, kontrolery mikroprocesorowe) stosuje się następująca budowę. Urządzenia pozostają w trybie odbiorczym tak długo, aż będą gotowe na nadawanie danych. Systemy z pojedynczym urządzeniem nadrzędnym (master) (dostępne jest wiele innych schematów komunikacyjnych) oferują bezpośrednie oraz proste metody unikania „kolizji danych” w typowym dwuprzewodowym, jednokierunkowym (half-duplex), wielodostępowym systemie. Urządzenie nadrzędne (master) nadaje prośbę o rozpoczęcie komunikacji do węzła podrzędnego (slave) poprzez zaadresowanie tej jednostki. Osprzęt (hardware) wykrywa bit startowy transmisji i automatycznie uaktywnia (w locie) nadajnik RS485. Gdy znak jest nadany osprzęt (hardware) powraca do trybu odbioru w czasie ok. 1-2 mikrosekund (przynajmniej z konwerterami, repetytorami R.E. Smith oraz układem zdalnych wejść/wyjść (I/O)).
Możliwe jest wysłanie dowolnej ilości znaków, a nadajnik automatycznie przełączy się przy nadaniu kolejnego znaku, wliczając każdą prędkość nadawania i/lub każdą specyfikację komunikacji np. 9600,N,8,1). Gdy jednostka podrzędna (slave) jest już zaadresowana może natychmiast odpowiedzieć. Wynika to z bardzo szybkiego czasu wyłączenia nadajnika. Nadajnik wyłącza automatyczne urządzenie. Nie jest konieczne wprowadzanie dużych opóźnień do sieci, w celu uniknięcia „kolizji danych”.
Ponieważ opóźnienia nie są wymagane, można konstruować sieci wykorzystujące w 100% szerokość pasma do przesyłania danych.

### Dobór linii transmisyjnej dla RS-485
Podczas doboru linii transmisyjnej dla RS-485 konieczne jest zbadanie potrzebnej długości przewodu oraz prędkości transmisyjnej układu. Straty w linii przesyłowej składają się ze strat AC, strat przewodnika DC, upływu oraz strat AC w dielektryku. W przypadku przewodu wysokiej jakości wielkość strat w przewodniku, jak i dielektryku mają ten sam rząd wielkości.

### Dobór przewodów dla układu RS-422 i RS-485
Wybór przewodu transmisyjnego dla układu RS-422 i RS-485 nie jest trudny, jednak często jest pomijany z powodu większych problemów związanych z układem. Należy zachować dbałość w tej kwestii, jednak z powodu nieciągłego charakteru problemów związanych z przewodami, ich obejście może być bardzo trudne.
Poza oczywistymi cechami takimi jak: ilość przewodów czy przekrój kabla, specyfikacje zawierają przydatne terminy, które nie są aż tak intuicyjne:

Impedancja Charakterystyczna (omy): wartość oparta na konduktancji właściwej, rezystancji, reaktancji pojemnościowej oraz indukcyjności przewodu, która przedstawia impedancję nieskończenie długiego przewodu. Kiedy przewód zostanie ucięty na dowolną długość (określony impedancją charakterystyczną) i zakończony terminatorem, to jego pomiary będą identyczne z teoretycznymi obliczeniami nieskończenie długiego przewodu. Trzeba jednak dodać, że zakończenie przewodu terminatorem z tą impedancją, nadaje mu właściwości przewodu nieskończenie długiego, co powoduje brak odbić przesłanego sygnału. Jeśli terminator jest niezbędny w układzie, to powinien mieć tak dobraną wartość impedancji, aby pasowała do wartości impedancji charakterystycznej kabla.

Reaktancja pojemnościowa bocznika (pFft): wielkość konduktancji właściwej obciążonego przewodu, przypadająca na miarę jednostki (0.3m).
Jednym z czynników ograniczających maksymalną długość przewodu jest obciążenie pojemnościowe. Układy oddalone od siebie na duże odległości czerpią korzyści jeśli zostaną połączone przewodem o niskiej reaktancji pojemnościowej.

Prędkość propagacji (% z c): prędkość z jaką sygnał elektryczny jest przesyłany przez przewód. Podana wartość musi być przemnożona przez prędkość światła w próżni (c) w celu otrzymania jednostki [m/s]. Dla przykładu, przewód który jest określony prędkością propagacji 78%, daje propagację 0.78 X 300 X 10' –
234 X 106 metrów na sekundę.

Plenum cable
jest odporniejszy na ogień i mniej toksyczny podczas spalania od (non-plenum rated cable). Należy sprawdzić wymagania stopnia ochrony przeciwpożarowej budynku w którym ma być położony przewód. Plenum cable jest droższy w wyniku użycia materiałów do osłony przewodu. Do specyfikacji RS-422 rekomendowany jest przewód typu skrętka 24AWG o reaktancji pojemnościowej bocznika wynoszącej 16 pF na stopę (ft) oraz impedancji charakterystycznej wynoszącej 100 om. Specyfikacja RS-485 nie określa norm okablowania, dlatego należy stosować do niej rekomendacje RS-422.
Często ciężko jest określić czy w danym układzie należy stosować przewody ekranowane czy też nie, aż do momentu pojawienia się problemów. Rekomendujemy zaopatrzyć się w zapas bezpieczeństwa i używać przewody ekranowane. Są one nieznacznie droższe od nieekranowanych. Jest wiele przewodów spełniających wymagania dla RS-422 i RS-485, wykonanych specjalnie do tych aplikacji. Kolejnym wyborem jest przewód typu skrętka powszechnie stosowany w okablowaniu sieci Ethernet. Przewód ten, powszechnie określony kategorią 5, jest określony normami EIA/TIA/ANSI 568. Wyjątkowo częste stosowania przewodów kategorii 5 spowodowało, że stały się powszechnie dostępne i niedrogie. Ich cena często wynosi połowę specjalistycznego okablowania do RS-422/485. Przewód posiada maksymalną reaktancję pojemnościową 17pF/ft (typowo 14.5 pF), oraz impedancję charakterystyczną 100 om.
Przewód kategorii 5 jest dostępny w wykonaniu skrętki zarówno ekranowanej (STP), jak i nieekranowanej (UTP), przewyższając wymagania dla RS-422 jest doskonałym wyborem dla układów RS-422 i RS-485.